# ليه أدريتس (إزار)
ليه أدريتس (بالفرنسية: Les Adrets)‏ هي بلدية في إزار في جنوب شرق فرنسا. تقع على بعد 30 كم شمال شرق غرونوبل. وهي إحدى كوميونات منتجع Les sept Laux للرياضات الشتوية.